# جورج جان ناثان
جورج جان ناثان (بالإنجليزية: George Jean Nathan)‏ هو كاتب وناقد سينمائي وصحفي أمريكي، ولد في 14 فبراير 1882 في فورت واين في الولايات المتحدة، وتوفي في 8 أبريل 1958 في نيويورك في الولايات المتحدة.

## وصلات خارجية
- جورج جان ناثان على موقع IMDb (الإنجليزية)
- جورج جان ناثان على موقع الموسوعة البريطانية (الإنجليزية)
- جورج جان ناثان على موقع قاعدة بيانات برودواي على الإنترنت (الإنجليزية)
- جورج جان ناثان على موقع إن إن دي بي (الإنجليزية)